# Ambassade de France en Ouganda
L'ambassade de France en Ouganda est la représentation diplomatique de la République française auprès de la république d'Ouganda. Elle est située à Kampala, la capitale du pays, et son ambassadeur est, depuis 2022, Xavier Sticker.

## Ambassade
L'ambassade est située à Kampala, à flanc de colline, dans le quartier Nakasero (en). Elle accueille aussi une section consulaire. Tous services confondus, elle comprend une quarantaine de personnes

## Histoire
Les locaux de l'actuelle ambassade de France à Kampala ont été inaugurés en 1999. Son architecte est Kirkor Kalayciyan qui a conçu un immeuble de brique rouge s'intégrant au tissu urbain où prédominent les toitures en tuile.
La Résidence de France a été acquise dès l'ouverture d'une représentation diplomatique dans le pays, en 1962, et est située elle aussi dans le quartier de Nakasero. Elle a été rénovée par le même architecte durant la construction de l'ambassade.

## Ambassadeurs de France en Ouganda
| De   | À    | Ambassadeur              |
| ---- | ---- | ------------------------ |
| 1962 | 1962 | M. Smirnov de Grez       |
| 1962 | 1964 | Pierre-Jules Meyer       |
| 1964 | 1969 | Marcel Flory             |
| 1969 | 1975 | Albert Thabault          |
| 1975 | 1979 | Pierre-Henri Renard      |
| 1979 | 1982 | Jean-Xavier Clément      |
| 1982 | 1986 | Jacques Butin            |
| 1986 | 1990 | Pierre Cornée            |
| 1990 | 1993 | Yannick Gérard           |
| 1993 | 1998 | François Descoueyte      |
| 1998 | 2001 | René Roudaut             |
| 2001 | 2005 | Jean-Bernard Thiant      |
| 2005 | 2007 | Bernard Garancher        |
| 2007 | 2010 | René Forceville          |
| 2010 | 2013 | Aline Kuster-Ménager     |
| 2013 | 2016 | Sophie Moal-Makame       |
| 2016 | 2019 | Stéphanie Rivoal         |
| 2019 | 2022 | Jules-Armand Aniambossou |
| 2022 | auj. | Xavier Sticker           |

## Relations diplomatiques
Dès l'indépendance de l'Ouganda vis-à-vis du Royaume-Uni, en 1962, la France a nommé un représentant diplomatique dans le pays. À l'accession au pouvoir d'Amin Dada, la France poursuit de bonnes relations diplomatiques, mais l'orientation prise par le régime éloigne l'Ouganda de la majorité des pays occidentaux. Après la chute du dictateur, les relations ont été affectées par la politique étrangère de l'Ouganda et, en particulier, par ses interventions en république démocratique du Congo en 1996, mais se reconstruisent avec des échanges plus denses.

## Consulat

### Communauté française
Au 31 décembre 2016, 333 Français sont inscrits sur les registres consulaires en Ouganda.
| 2001 | 2002 | 2003 | 2004 |
| ---- | ---- | ---- | ---- |
| 130  | 177  | 195  | 216  |

| 2005 | 2006 | 2007 | 2008 |
| ---- | ---- | ---- | ---- |
| 240  | 262  | 202  | 231  |

| 2009 | 2010 | 2011 | 2012 |
| ---- | ---- | ---- | ---- |
| 280  | 277  | 387  | 414  |

| 2013 | 2014 | 2015 | 2016 |
| ---- | ---- | ---- | ---- |
| 417  | 440  | 380  | 333  |

### Circonscriptions électorales
Depuis la loi du 22 juillet 2013 réformant la représentation des Français établis hors de France avec la mise en place de conseils consulaires au sein des missions diplomatiques, les ressortissants français d'une circonscription recouvrant le Burundi, le Kenya, l'Ouganda, le Rwanda, la Tanzanie, la Zambie et le Zimbabwe élisent pour six ans trois conseillers consulaires. Ces derniers ont trois rôles : 
1. ils sont des élus de proximité pour les Français de l'étranger ;
2. ils appartiennent à l'une des quinze circonscriptions qui élisent en leur sein les membres de l'Assemblée des Français de l'étranger ;
3. ils intègrent le collège électoral qui élit les sénateurs représentant les Français établis hors de France.

Pour l'élection à l'Assemblée des Français de l'étranger, l'Ouganda appartenait jusqu'en 2014 à la circonscription électorale de Nairobi comprenant aussi le Burundi, le Kenya, le Rwanda et la Tanzanie, et désignant deux sièges. L'Ouganda appartient désormais à la circonscription électorale « Afrique centrale, australe et orientale » dont le chef-lieu est Libreville et qui désigne cinq de ses 37 conseillers consulaires pour siéger parmi les 90 membres de l'Assemblée des Français de l'étranger.
Pour l'élection des députés des Français de l’étranger, l'Ouganda dépend de la 10e circonscription.